# Тодор Велчев
Тодор Николов Велчев, наречен от Васил Попов и Павел Вежинов Барба Тато, откъдето тръгват прякорите му Тато и Моряка, е български писател (автор на разкази и есета), художник (живописец), мореплавател и творчески служител в БНТ с разностранен опит и изяви.

## Биография и творчество
Роден е в Перник на 15 август 1935 г. Произхожда от род на мореплаватели: дядо му Велчо Минев (Велчо Торпедото) служи като механик на миноносеца „Дръзки“, а баща му Никола Велчев учи с Никола Вапцаров във Военноморското училище) във Варна. Тодор Велчев учи в старшинското Нахимовско училище (при Военноморското училище) във Варна от 1951 г. Поради съкращения в Българската армия се насочва към гражданската сфера.
Той е помощник-капитан на траулера ОРТ „Феникс“, пресякъл Тропика на рака на 24.07.1968 г., пресякъл Екватора на 01.08.1968 г. в 8-ия рейс.
Биографията му е сложна и драматична. Следва медицина 7 семестъра и, докато стигне до писателското поприще, упражнява над 20 професии. Бил е миньор, работник, строител, спасител, каскадьор (сред първите в България – от 1957 г.), треньор по културизъм, управител на почивна станция, помощник-капитан на траулер, директор на продукция, редактор и драматург в БНТ, където се издига до заместник главен редактор на Главна редакция „Телевизионен театър“ в най-силните години на БНТ. Основоположник е на културизма в България, експерт на Съюза на българските командоси.
Изключително експресивен писател и вероятно най-добрият български маринист. Написал е повече от 350 разказа. Има издадени 12 книги с разкази и есета, част от тях са преведени в чужбина. Автор е на сборниците: „Фантазия за белите шапки“, „Формула 1“ (по която има направена телевизионна екранизация), „Щъркели в пламъци“, „Сините папагали“, „Стрелецо, прицел си“, „Лов на гърмящи змии“, „Звездният разбойник“, „Къща от светлина“, „Море без капитани“, „Окото на циклона“ и др.
Член е на Управителния съвет на Съюза на българските писатели. Удостоен е и с почетния орден на Съюза на българските командоси. Носител е на литературни награди:
- Голямата награда „Варна“ за маринистика през 1976 г. за сборника „Фантазия за белите шапки“;
- Националната литературна награда „Николай Хайтов“ през 2005 г.;
- Наградата „Златен век“ на Министерството на културата за 2006 г.

Самоубива се с личното си оръжие на 19 септември 2010 г. Последните му думи, записани в малко тефтерче, са: „Не искам да съм просяк. Щастието е състояние на духа. Обичам ви. Простете ми!“ Погребан е в Централните софийски гробища.
Съюзът на българските писатели издава посмъртно последната му книга „Последният скок“ на 1 февруари 2011 година.